# پانی‌پنم
پانی‌پنم(به انگلیسی: Panipenem) (INN) یک آنتی بیوتیک کارباپنم است که در ترکیب با بتامیپرون استفاده می‌شود. این دارو در ایالات متحده استفاده نمی‌شود. 